# St-Saturnin (Montesquieu-des-Albères)

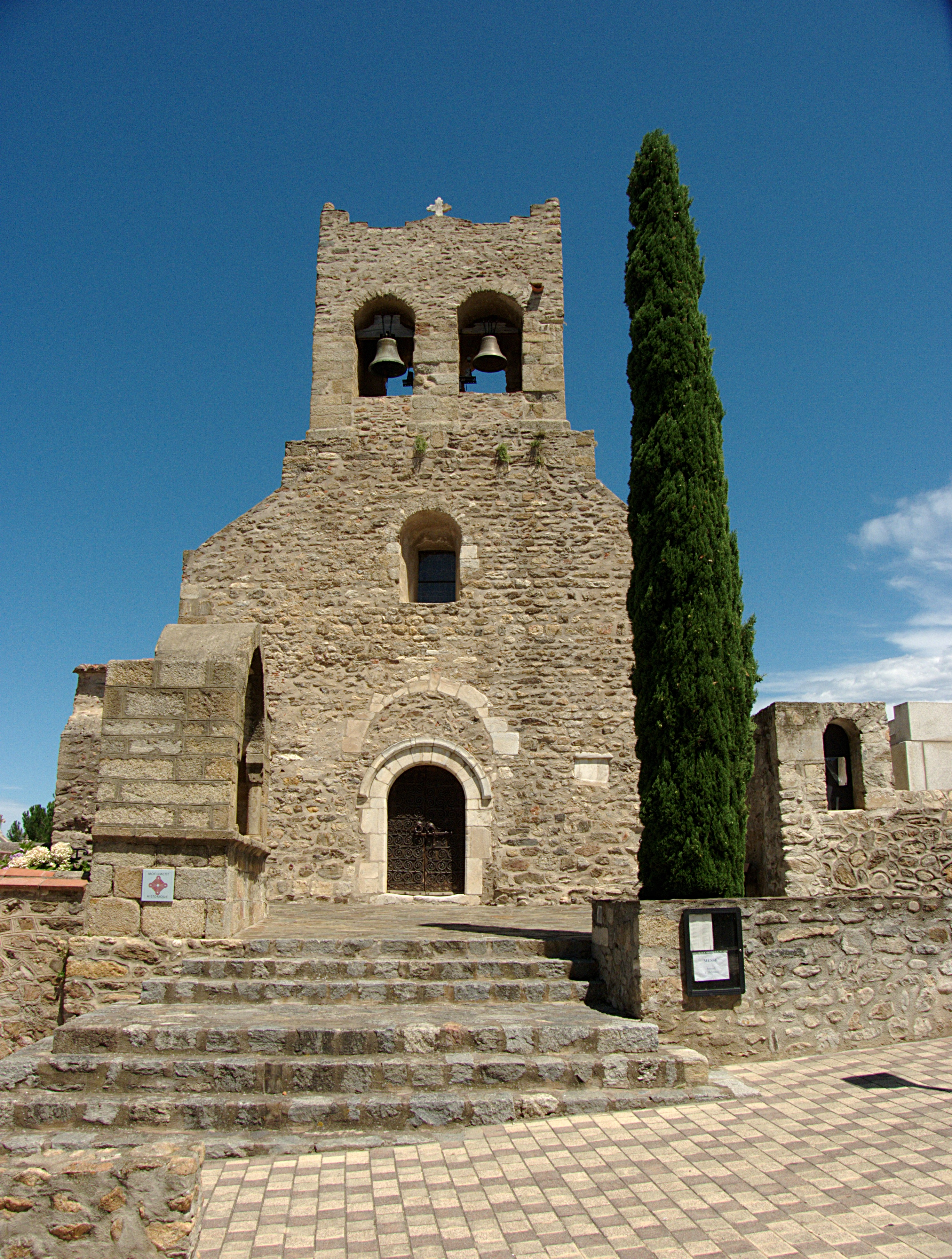
Fassade mit Glockengiebel

Die kleine Kirche Saint-Saturnin von Montesquieu-des-Albères, auf Katalanisch Església Sant Sadurní de Montesquiu d’Albera, gehört zu den Schmuckstücken der romanischen Architektur im Roussillon im französischen Département Pyrénées-Orientales.

## Lage
Die Pfarrkirche liegt etwas unterhalb des heutigen Ortskerns inmitten des alten Friedhofs von Montesquieu-des-Albères. Da Kirche und Friedhof im Hochmittelalter üblicherweise im Zentrum eines Ortes lagen, besteht die Vermutung, dass der Ort ursprünglich tiefer lag und sich erst in späterer Zeit allmählich in die Nähe und in den Schutz der etwas höher gelegenen Burg orientiert hat.

## Baugeschichte
Die Weihe der Kirche erfolgte durch den Bischof Bernat von Elne am 10. Juni 1123. Im 15. Jahrhundert erfolgten An- und Umbauten (Seitenkapellen, Turmgeschoss).

## Architektur

### Außenbau
Der Außenbau der kleinen Pfarrkirche überzeugt durch seine einfachen, aber ausgewogenen Proportionen. Im Osten befindet sich eine halbkreisförmige Apsis mit jeweils doppelten Blendarkaden; diese werden von Lisenen getrennt.
Die vollkommen schmucklose Westseite wird dominiert von einem Glockenturm, der – wie es an den Steinen abzulesen ist – ursprünglich mal ein einfacher Glockengiebel war, der – vielleicht aus Stabilitätsgründen und wahrscheinlich erst im 15. Jahrhundert – zu einem Vollgeschoss erweitert wurde. Das tympanonlose Westportal wird von sorgfältig behauenen weißen Marmorsteinen eingefasst; ein Überfangbogen darüber zeigt dasselbe Steinmaterial. Ansonsten bestehen Fassade und Turm – mit Ausnahme der Ecksteine – aus nur grob behauenen Steinen wie sie in der Umgebung überall zu finden sind. Die beiden Türflügel sind aus Eichenholz und haben noch ihre kunstvoll gearbeiteten mittelalterlichen Eisenbeschläge mit Spiralmotiven.

### Innenraum
Der einschiffige Innenraum der Kirche wird nur durch wenige kleine Fenster erhellt. Die Apsis ist gegenüber dem tonnengewölbten Langhaus etwas erhöht. Die Seitenkapellen stammen aus späterer Zeit.
Drei einfache Grabinschriften aus den Jahren 1298, 1324 und 1374 werden im Kircheninnern aufbewahrt.

## Bedeutung
Die Kirche von Montesquieu-des-Albères ist eines der seltenen (erhaltenen) Beispiele einer mittelalterlichen romanischen Pfarrkirche im Pyrenäenraum.

## Literatur

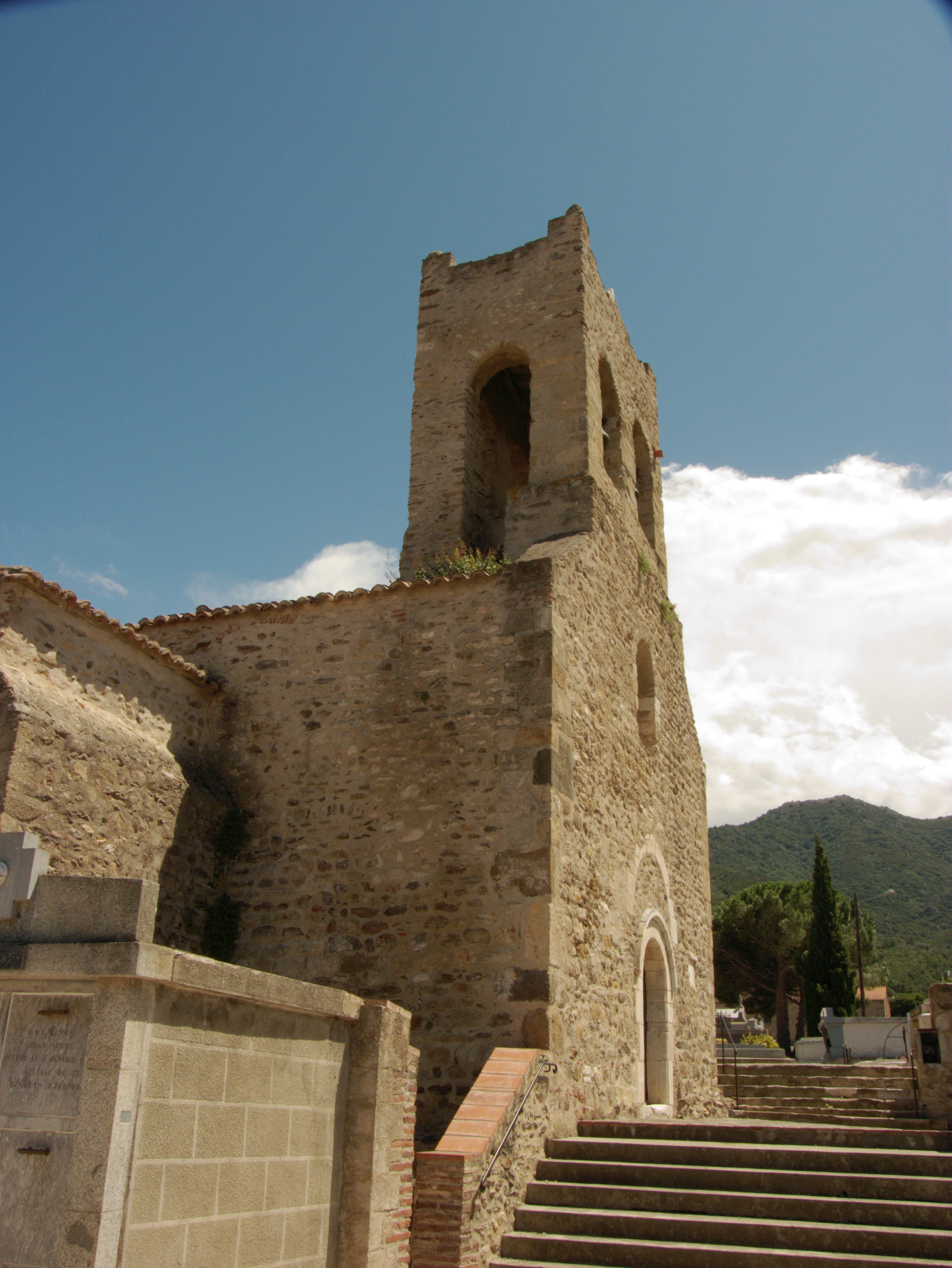
Ansicht von Norden
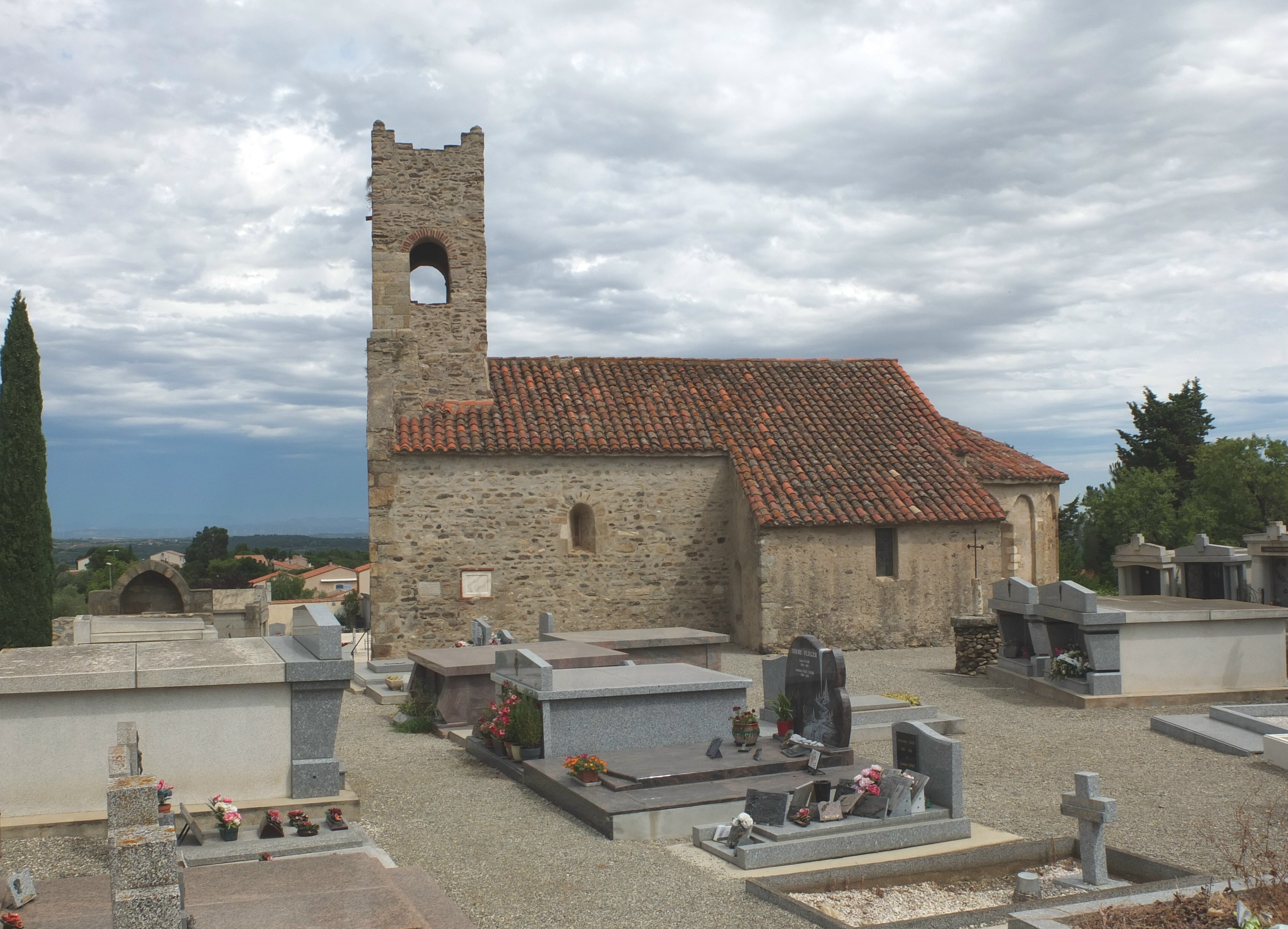
Ansicht von Süden
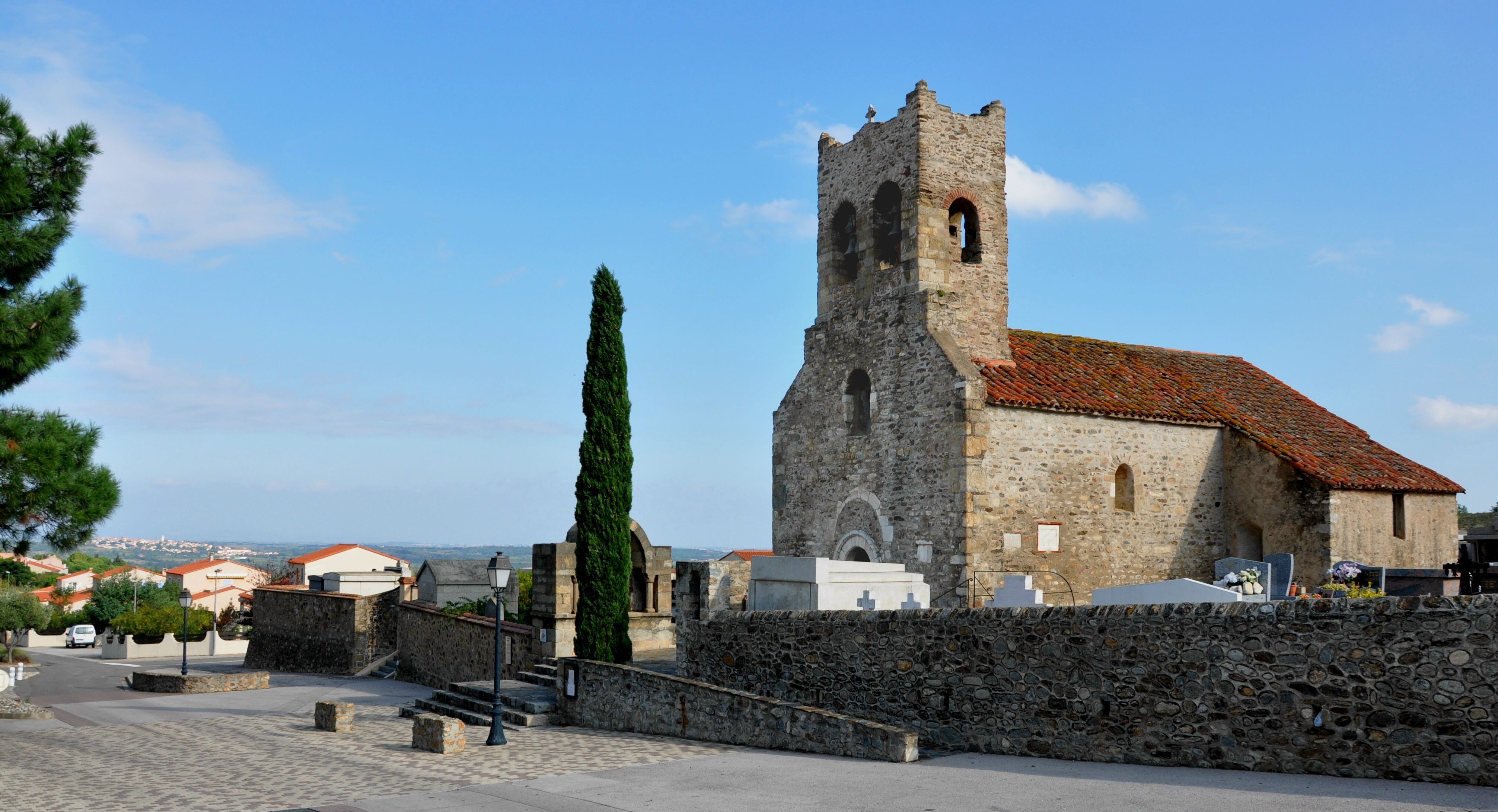
Im Hintergrund Banyuls-dels-Aspres
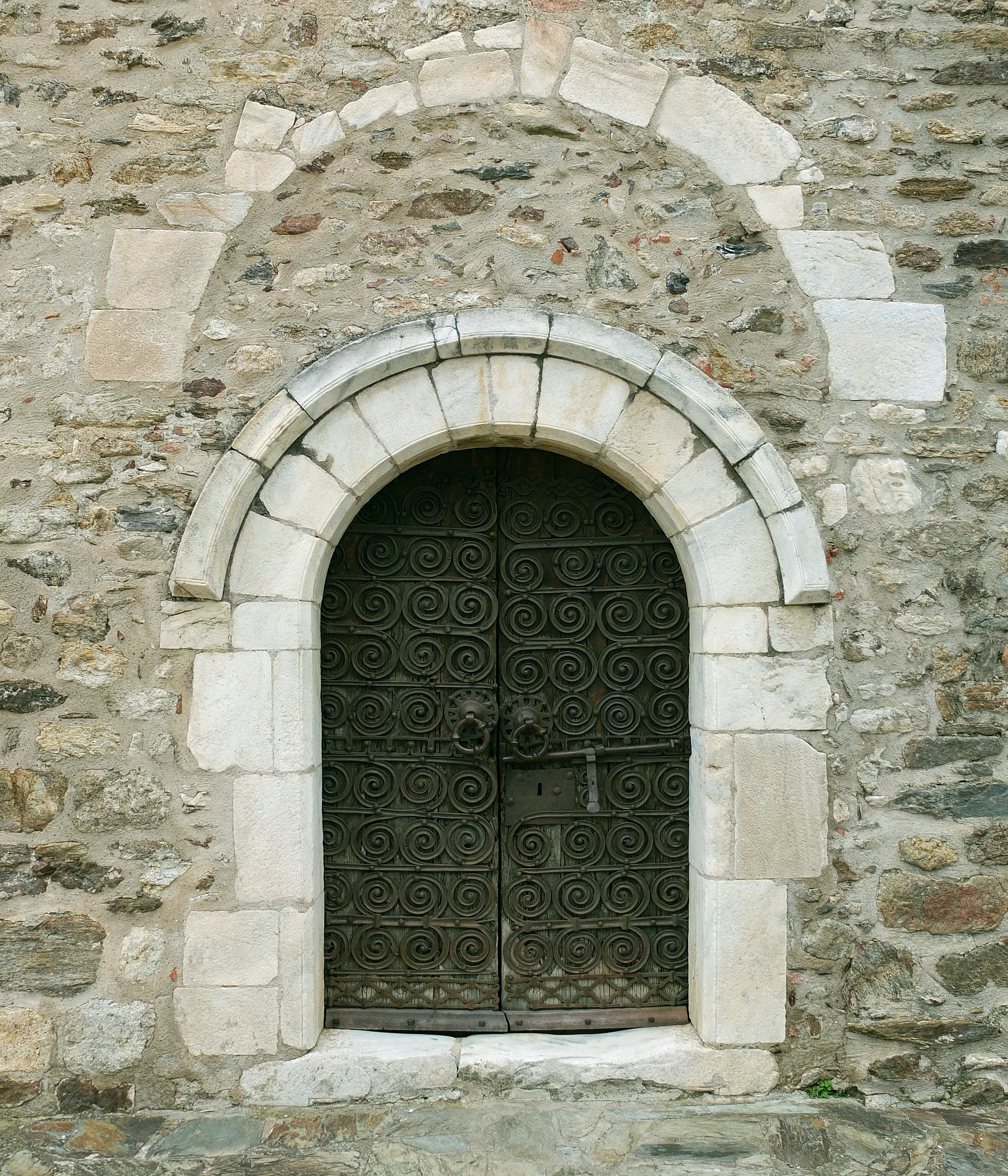
Portal
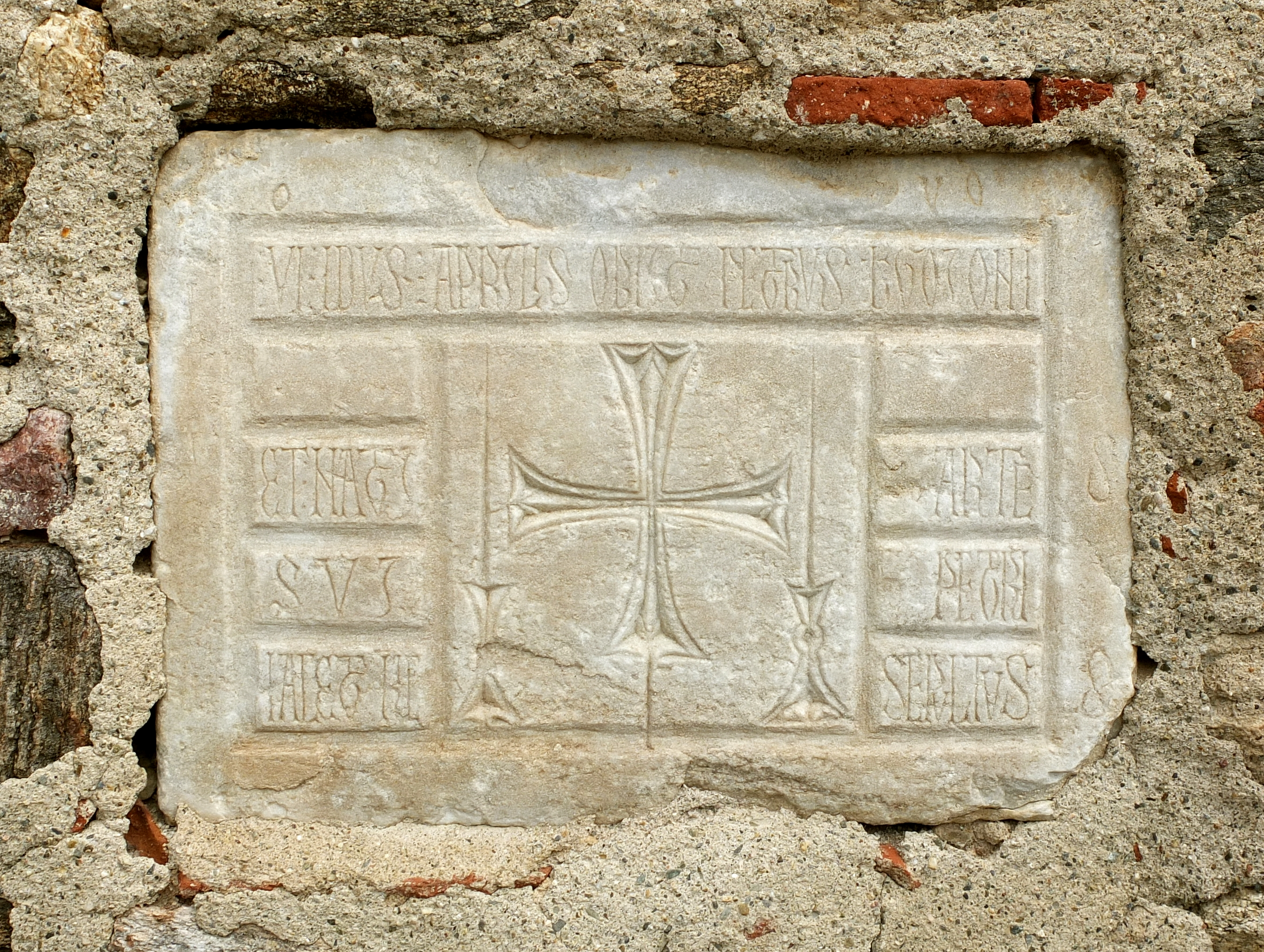
Grabinschrift für Pierre Bergoïoni (13. Jh.)
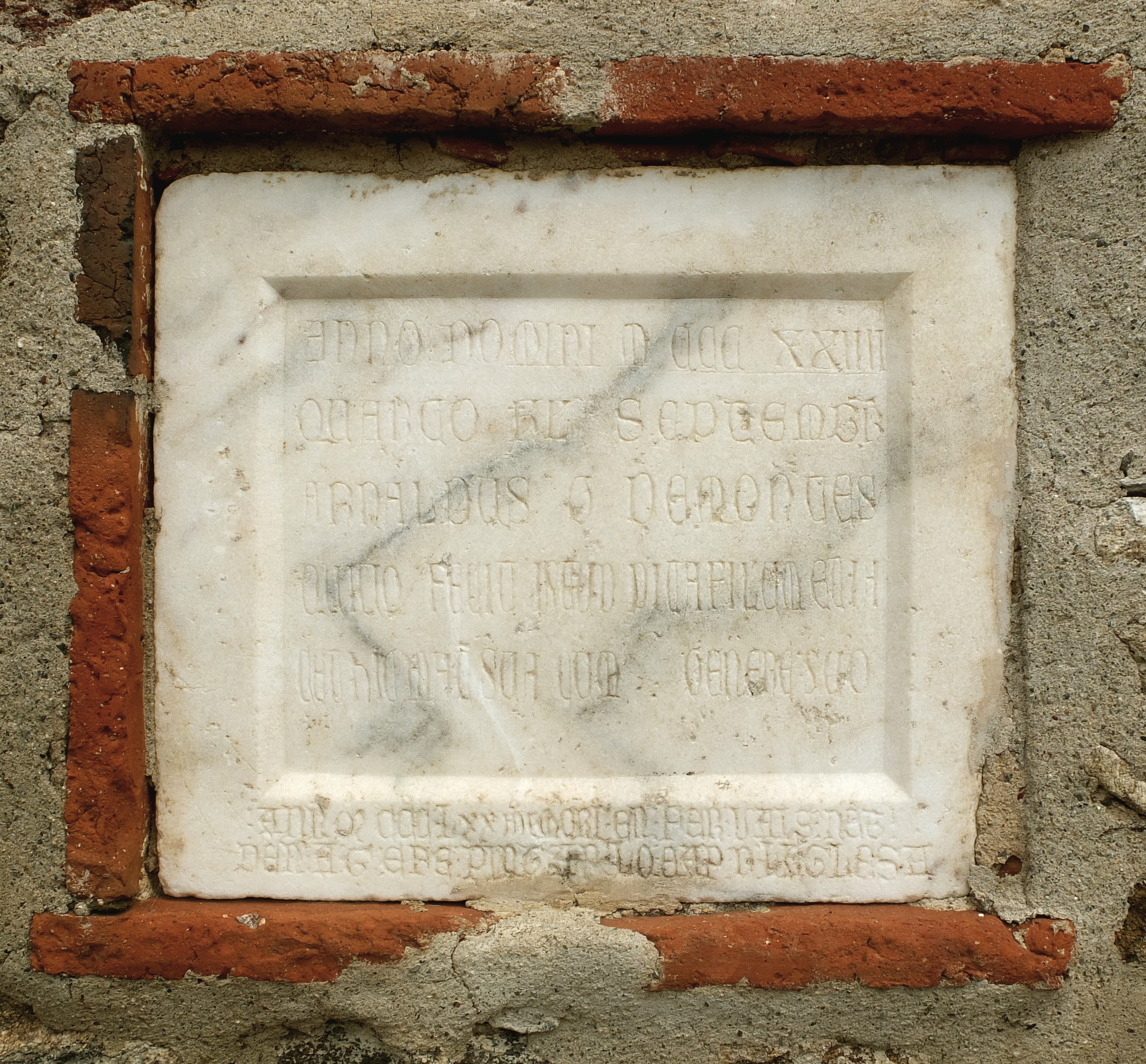
Grabinschrift für Arnaud Guillaume de Montesquieu (1324–1374) und seine Mutter (+ 1324)
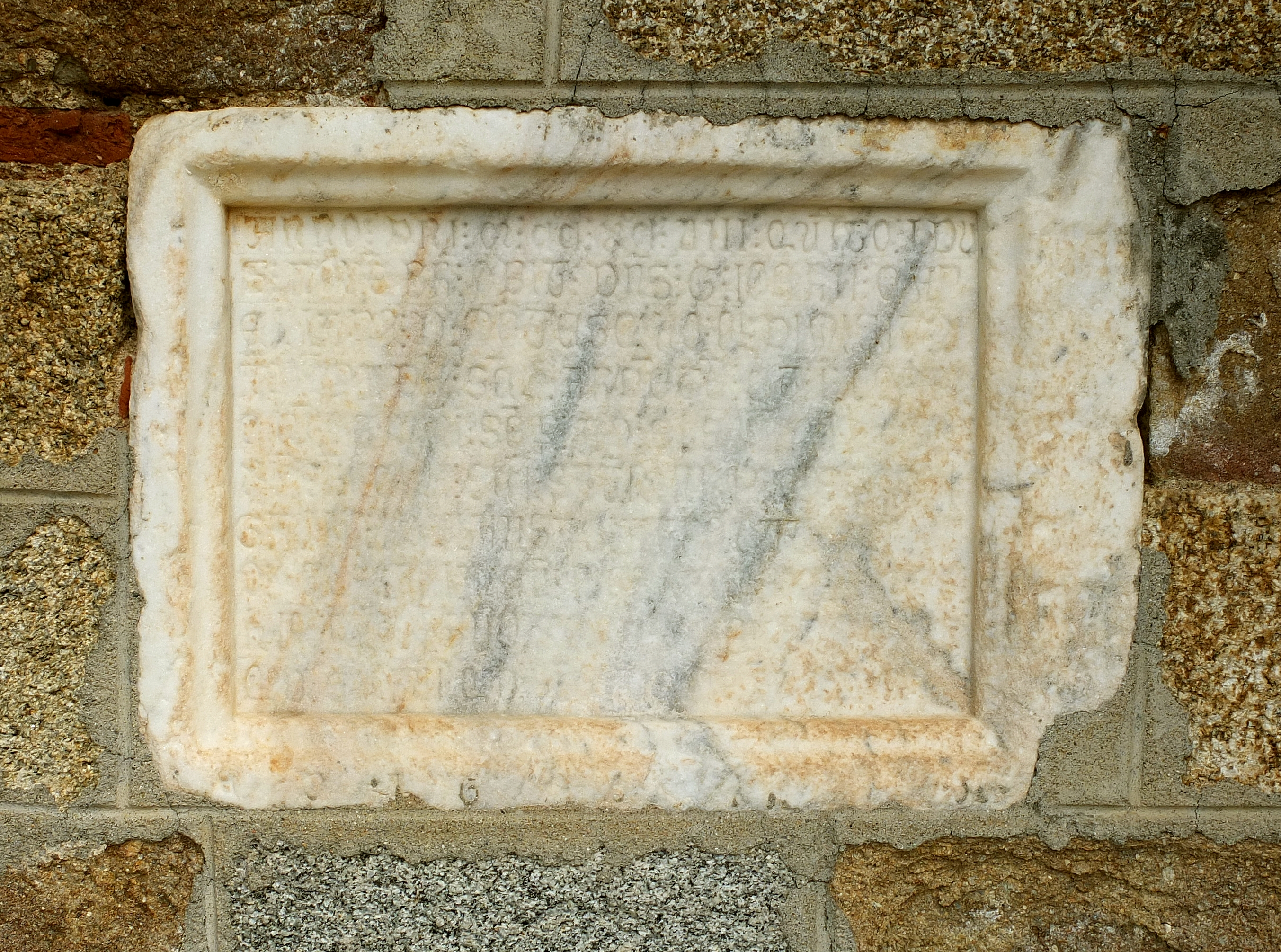
Grabinschrift für Guillaume Joer (+ 1298).
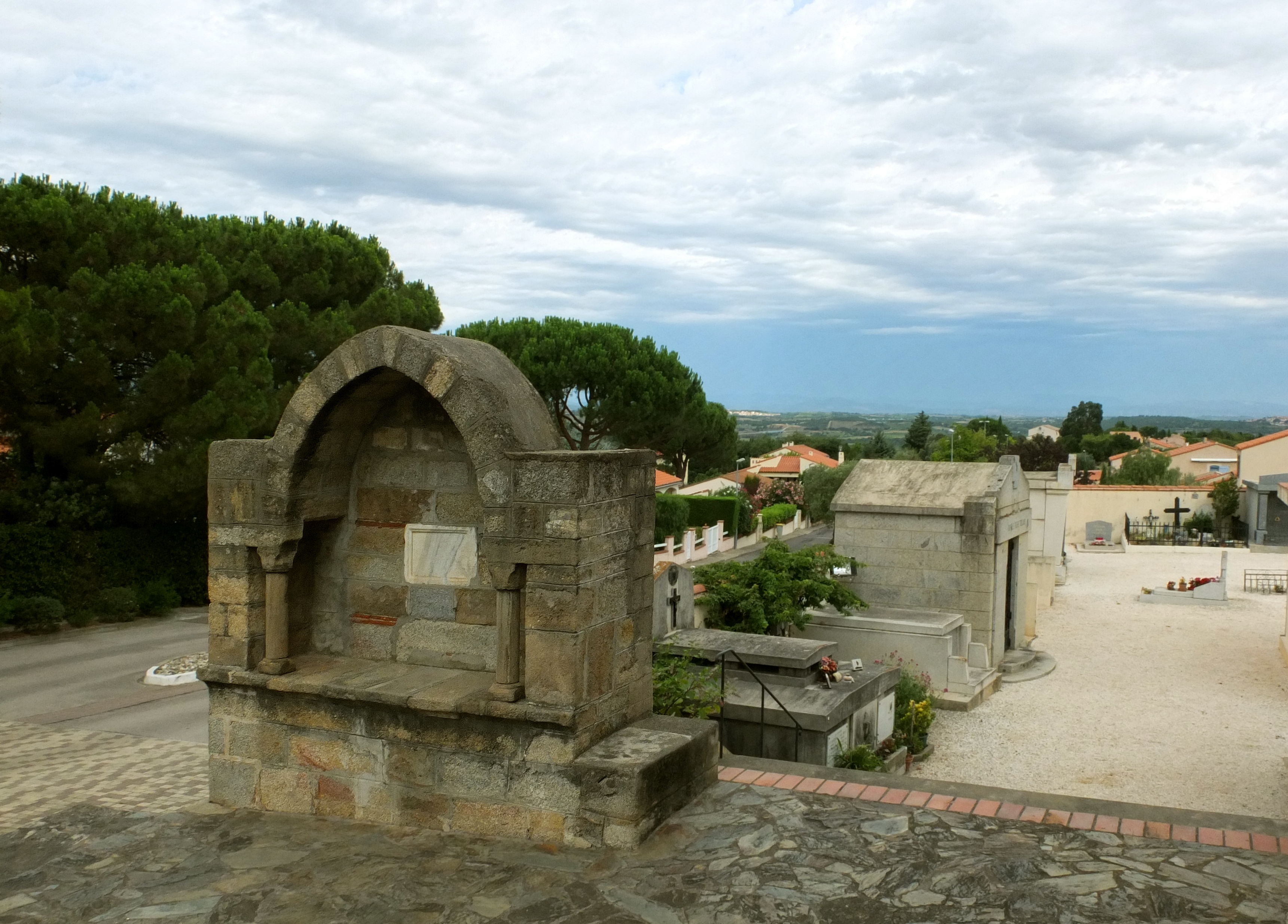
Grabmal für Guillaume Joer (+ 1298).